# Couma guianensis
Couma guianensis là một loài thực vật có hoa trong họ La bố ma. Loài này được Aubl. mô tả khoa học đầu tiên năm 1775.